# Triforce

Triforce é uma artefato fictício sagrado da franquia de jogos The Legend of Zelda. Definido como "Poder Supremo", o artefato foi criado pelas deusas Din, Farore e Nayru após estas terem criado o reino de Hyrule. A Deusa Hylia foi escolhida para proteção deste mundo e da Triforce. Após Hylia deixar de existir como uma deusa, a Triforce será protegida pela Família Real de Hyrule, os sábios e os Sheikah.
É representada por três triângulos equiláteros: a Triforce do Poder, associada com vermelho e Din; a Triforce da Sabedoria, associada com azul e Nayru; e a Triforce da Coragem, associada com verde e Farore.
Este símbolo é inspirado no emblema da família Hojo, cujos três triângulos simbolizam as escamas de um dragão.

## Definição
A Triforce é uma relíquia sagrada com a forma de três triângulos equiláteros dourados, que foi deixada no Reino Sagrado (original: Sacred Realm) pelas deusas Farore, Din e Nayru. Após a criação do mundo de Hyrule pelas três Deusas, elas voltaram aos céus, deixando para trás tal relíquia. Abençoada pelas Deusas, a Triforce diz ser capaz de tornar realidade todos os desejos do coração de quem a tocar. Portanto, se alguém com um coração puro obtiver a Triforce, o mundo entrará numa era de paz e prosperidade; porém se alguém com o coração caucásico e ambicioso tocá-la, o mundo conhecerá uma era de trevas. Por ser capaz de realizar qualquer desejo, a relíquia se tornou alvo de inúmeras pessoas pelo mundo, porém ninguém foi capaz de encontrá-la. Cada parte da Triforce contem a essência de cada deusa. O Triângulo da Deusa da Coragem que é Farore é a Triforce que tem Habilidade, Coragem e Energia. O Triângulo da Deusa da Sabedoria que é Nayru é a que tem Técnica, Sabedoria e Energia. O Triângulo da Deusa do Poder que é Din é a Triforce que tem Força, Poder e Energia... Cada parte da Triforce tem poderes diferentes. Diz a lenda que conseguindo as 3 terá poder divino a ponto de conseguir tudo que quiser!

## Origem
A  História da Triforce e sua ligação com o reino de Hyrule é contada em diversos episódios da série, porém os episódos mais ricos, e que oferecem mais detalhes, são The Legend of Zelda: A Link to the Past (3º Zelda lançado, SNES), The Legend of Zelda: Ocarina of Time (Zelda 5, N64) e The Legend of Zelda: Skyward Sword.
Cronologicamente, Zelda Ocarina of Time se passa antes do episódio 3. A criação de Hyrule e a origem da Triforce são reveladas a Link através de personagens como Great Deku Tree, Kaepora Gaebora e Zelda.
"Antes que a vida existisse, antes do mundo tivesse forma, três deusas áureas desceram sobre a caótica terra de Hyrule, elas eram Din, a deusa do Poder; Nayru, a deusa da Sabedoria; e Farore, a deusa da Coragem.
Din, com seu fortes braços flamejantes, cultivou o terreno para criar a terra. Nayru semeou sua sabedoria na terra para dar o espírito da justiça ao mundo. A valorosa alma de Farore criou todas as formas de vida que fariam a justiça.
Essas três grandes deusas retornaram aos céus, deixando para trás a Sagrada Triforce Dourada. Desde então, a Triforce tornou-se a base para a providência de Hyrule. O local onde a Triforce estava tornou-se sagrado." (Tirado do jogo The Legend of Zelda: Ocarina of Time)
Em Ocarina of Time conta-se que quando alguém de coração impuro toca a Triforce seus pedaços se dispersam, ficando com a pessoa apenas aquele que representa a Força em que ela mais acredita. As outras Forças iriam para a pessoa que melhor as representa no mundo. Quando Ganondorf tenta pegar a Triforce, os três pedaços se separam e ele mantém a Força do Poder. É informado pouco antes da batalha final que as Forças da Sabedoria e da Coragem ficam respectivamente com Zelda e Link.
Nas passagens de Skyward Sword, a Triforce é descrita como "triângulos de luz". Seria o único modo de enfrentar Demise, o último chefe do jogo, do jeito que ele se encontra no presente.